# 楼梯升降机

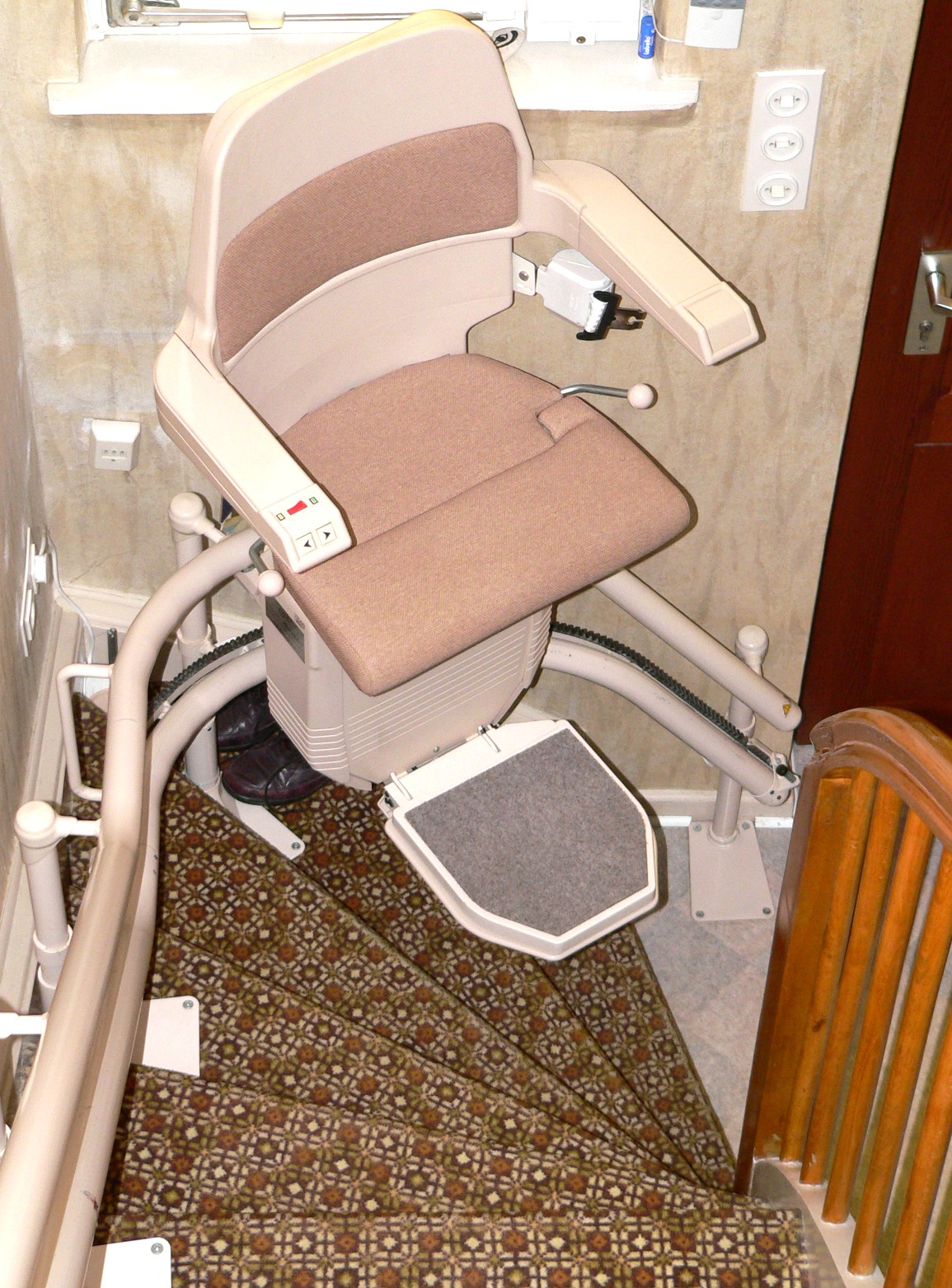
電動爬梯機

是一种运行在楼梯侧面的升降设备，通常由轨道、驱动装置和座椅三个部分組成，其主要作用是帮助肢體障礙、長者等不良于行的人士上下家中的楼梯。作为无障碍设施之一，楼梯升降椅也见于公共空间，譬如医院。

## 历史
楼梯升降椅最早于1920年代被发明于美国宾夕法尼亚州。但第一批商务应用则于1930年代的美国。在中国则要迟到2000年代。

## 分布地区

### 中国大陆

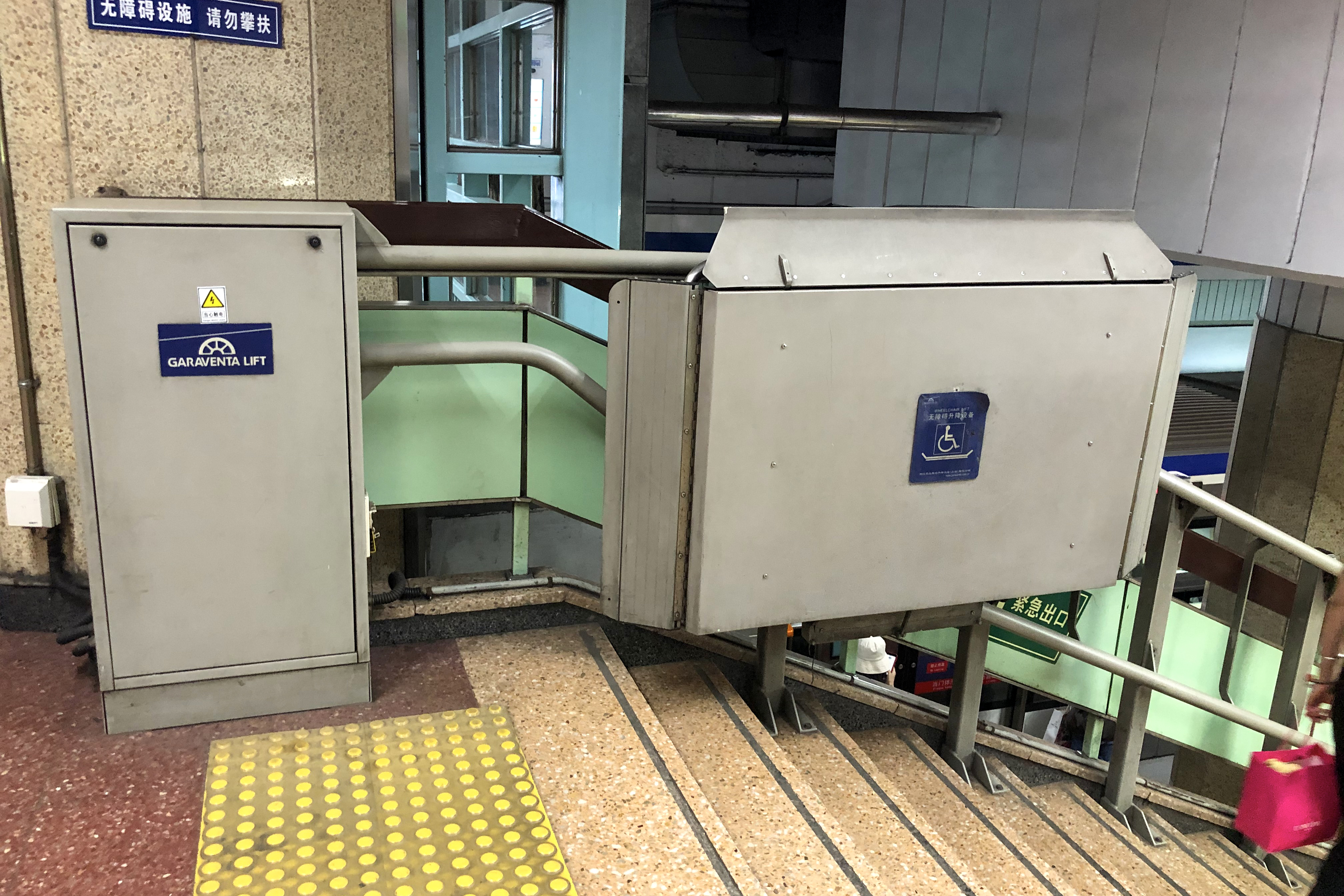
北京地铁东四十条站的轮椅升降平台

#### 广州
在广州，楼梯升降机主要分布于地铁站月台和地面之间的楼梯，使用者可以通过呼叫工作人员启用。

## 安全性
安全性方面，其實比起其他樓梯輔助工具，例如自動枎手電動樓梯，私人電梯及第三者操作式樓梯機，更具安全性。
因為樓梯升降椅由乘坐者控制，隨時可以停止，不會像扶手電梯不停的運行，產生意外。
普通電梯萬一電梯發生故障，會被困在電梯中間，需要專業人士或消防員拯救。而樓梯升降椅由於沒有上下電梯槽，所以沒有這個危機。
至於由第三者操作式的樓梯機，更是非常倚靠第三者的操作，如果由未經專業訓練人仕操作，又或是操作者一不小心，可能發生嚴重意外。
反之樓梯升降椅，並沒有上述的潛在風險，在別墅，村屋或不能改建電梯的地方，可以安全又簡單地提供可靠的上落樓梯工具。